# Podmaniczky Lajos
Podmanini és aszódi báró Podmaniczky Lajos (Pest, 1803. február 18. – Buda, 1872. július 28.) császári és királyi kamarás, zeneszerző.

## Életútja
Podmaniczky Sándor báró és Wartensleben Klára grófnő fia. Zenét ifjú korában tanult Pozsonyban Klein Henriktől, az akkori idők egyik legjelesebb mesterétől. Két első zeneműve: Ungarisches Rondo és Ecossaises, 1818-ban és 1819-ben Bécsben jelent meg; ezeken kívül írt hat keringőt nagy zenekarra, egy ötöst fuvolára és vonós hangszerekre: Kukuricza hajtás c. dallammal; két nyitányt nagy zenekarra, melyek mindegyikét gyakran előadták a pozsonyi és pesti hangversenyeken. Két zeneműve, Kazinczy, Kölcsey, Körner és saját költeményeire megjelent 4 mellékleten a Zsebkönyvben (1821).
Beszélyei a Zsebkönyvben (1821. Jó tettért jutalom; ez németül is megjelent a Sagen und Novellen. Aus dem Magyarischen übersetzt von Georg von Gaal. Wien, 1834. c. munkában).
Házastársa Prónay Zsófia Ludovika Zsuzsanna (1808-1875) volt, házasságukból született Podmaniczky Róza (1834-1865) és Podmaniczky Ilona (Aszód, 1830 - Budapest, I. kerület, 1897. november 21.).